# Wonder (pel·lícula)
Wonder és una pel·lícula estatunidenca pertanyent als gèneres de drama i comèdia. Està dirigida per Stephen Chbosky i escrita per Jack Thorne, Steve Conrad i Chbosky. Està basada en el llibre amb el mateix nom de l'any 2012 escrit per Raquel Palacio. La pel·lícula és protagonitzada per Julia Roberts, Owen Wilson i Jacob Tremblay. Wonder va ser llançada als Estats Units el 17 de novembre de 2017 per Lionsgate, va rebre crítiques positives i va recaptar $ 129 milions en tot el món amb un pressupost de 20 milions de dòlars. S'ha doblat al català.

## Argument
Auggie Pullman és un noi que va néixer amb una malformació a la facial molt complexa. Després d'uns anys estudiant a casa amb la seva mare com a professora, haurà d'anar per primer cop a l'escola. Gràcies als seus pares, Isabel i Nate, l'Auggie intentarà encaixar amb els seus companys, però sobretot a la seva germana Olivia, demostrarà que és un nen com qualsevol altre aconseguint fer amics com en Jack, la Summer i molts més.

## Producció
El 27 de novembre de 2012 es va anunciar que Lionsgate estava desenvolupant l'adaptació de la novel·la de debut de R. J. Palacio Wonder, mentre conversava amb John August per escriure el guió. David Hoberman i Todd Lieberman de Mandeville Films van produir la pel·lícula. El 8 de maig de 2013, Jack Thorne va ser contractat per adaptar la novel·la. A l'octubre de 2014, John Krokidas va ser contractat per dirigir la pel·lícula, però a l'abril de 2015, Paul King va ser contractat per assumir les funcions directives. Steven Conrad en va escriure el guió.
El 14 d'abril de 2016, Jacob Tremblay va ser escollit per interpretar el paper principal com a Auggie Pullman, mentre que Julia Roberts negociava per interpretar a la mare d'Auggie. El 5 de maig de 2016, Roberts va ser confirmada pel paper de la mare, amb Stephen Chbosky contractat per dirigir la pel·lícula. El 27 de juny de 2016, Owen Wilson es va unir a la pel·lícula per interpretar al pare d'Auggie. L'11 de juliol de 2016, el debutant Noah Jupe es va unir a la pel·lícula per interpretar al millor amic d'Auggie a l'escola. El 15 de juliol de 2016, Daveed Diggs va ser inclòs a la pel·lícula per interpretar a Mr. Browne, el professor d'anglès a l'escola. El 19 d'agost de 2016, Sonia Braga es va unir al repartiment de la pel·lícula, interpretant el paper de la mare del personatge de Roberts.
El maquillatge protèsic de Jacob, dissenyat i creat per Arjen Tuiten, trigava una hora i mitja a ser aplicat. Consistia en una gorra de crani amb orelles protèsiques adossades, una pròtesi facial que cobria la cara de Jacob i una perxa per lligar-ho tot junt.

## Música
Marcelo Zarvos va compondre la música de la pel·lícula.
Bea Miller va compondre una cançó titulada "Brand New Eyes". Va ser llançada el 3 d'agost de 2017.
R.J. Palacio sovint atribueix a la cançó "Wonder" de Merchant del seu àlbum Tigerlily ser una font inspiració pel seu llibre. Per això, la cançó és present a la banda sonora.

## Repartiment
| - Julia Roberts com a Isabel Pullman - Owen Wilson com a Nate Pullman - Jacob Tremblay com a August "Auggie" Pullman - Mandy Patinkin com a Mr. Tushman - Crystal Lowe com a la mare de Julian - Sonia Braga com a Sra. Pullman, la mare d'Isabel - Millie Davis com a Summer - Izabela Vidovic com a Olivia Pullman, la germana d'Auggie - Danielle Rose Russell com a Miranda - Ali Liebert com a Sra. Petosa | - Elle McKinnon com a Charlotte - Bryce Gheisar com a Julian - Laura Mozgovaya com a la germana de Julian - Daveed Diggs com a Sr. Browne - Noah Jupe com a Jack Will - Kyle Harrison Breitkopf com a Miles - Gidget com a Daisy - William Dickinson com a Eddie - James Hughes com a Henry - Ty Consiglio com a Amos |

## Estrena
Wonder va ser programada per estrenar-se als Estats Units el 7 d'abril de 2017 per Lions Gate Entertainment. Al febrer de 2017, es va anunciar que la data d'estrena per a la pel·lícula, ja que va ser retardada fins al 17 de novembre de 2017. A Espanya s'estrenava l'1 de desembre de 2017.

## Recepció

### Crítica
Al lloc web Rotten Tomatoes, la pel·lícula té una aprovació del 86% i una nota de 7.10/10, basades en 190 ressenyes. A Metacritic té una nota de 66 sobre 100, basa en l'opinió de 33 crítics, indicant "generalment crítiques positives".
Alguns crítics van criticar que es triés un actor sense la condició de l'Auggie.

### Premis i nominacions
| Premis                                        | Data de la cerimònia   | Categoria                                     | Nominat(s)                                        | Resultat  | Ref.          |
| --------------------------------------------- | ---------------------- | --------------------------------------------- | ------------------------------------------------- | --------- | ------------- |
| Premis AARP's Movies for Grownups             | 5 de febrer de 2018    | Millor pel·lícula inter-generacional          | Wonder                                            | Nominat   | [ 13 ]        |
| Premis AARP's Movies for Grownups             | 5 de febrer de 2018    | Tria dels lectors                             | Wonder                                            | Nominat   | [ 13 ]        |
| Premis Oscar                                  | 4 de març de 2018      | Millor maquillatge                            | Arjen Tuiten                                      | Nominat   | [ 14 ]        |
| Premis BAFTA                                  | 18 de gener de 2018    | Millor maquillatge i pentinat                 | Naomi Bakstad, Robert Pandini i Arjen Tuiten      | Nominats  | [ 15 ]        |
| Casting Society of America                    | 18 de gener de 2018    | Pel·lícula d'alt pressupost - Comèdia         | Deborah Aquila, Kara Eide, Tricia Wood i Kris Woz | Nominats  | [ 16 ]        |
| Premis Critics' Choice Movie                  | 11 de gener de 2018    | Millor actor/actriu jove                      | Jacob Tremblay                                    | Nominat   | [ 17 ]        |
| Premis Critics' Choice Movie                  | 11 de gener de 2018    | Millor guió adaptat                           | Jack Thorne, Steve Conrad i Stephen Chbosky       | Nominat   | [ 17 ]        |
| Premis Critics' Choice Movie                  | 11 de gener de 2018    | Millor maquillatge i pentinat                 | Wonder                                            | Nominat   | [ 17 ]        |
| Festival Heartland Film                       | 31 de desembre de 2017 | Premi a la pel·lícula "realment" emocionant   | Stephen Chbosky                                   | Guanyador | [ 18 ]        |
| Premi Hochi Film                              | 18 de desembre de 2018 | Millor pel·lícula internacional/estrangera    | Stephen Chbosky                                   | Guanyador | [ 19 ]        |
| London Film Critics Circle                    | 28 de gener de 2018    | Actuació d'un jove britànic/irlandès de l'any | Noah Jupe                                         | Nominat   | [ 20 ]        |
| Make-Up Artists and Hair Stylists Guild       | 24 de febrer de 2018   | Millor maquillatge contemporani               | Naomi Bakstad, Jean Black i Megan Harkness        | Nominats  | [ 21 ]        |
| Make-Up Artists and Hair Stylists Guild       | 24 de febrer de 2018   | Millors pentinats contemporanis               | Robert Pandini i Alisa Macmillan                  | Nominats  | [ 21 ]        |
| Make-Up Artists and Hair Stylists Guild       | 24 de febrer de 2018   | Millor maquillatge d'efectes especials        | Michael Nickiforek i Arjen Tuiten                 | Nominats  | [ 21 ]        |
| Premis Saturn                                 | 27 de juny de 2018     | Millr actuació d'una actor jove               | Jacob Tremblay                                    | Nominat   | [ 22 ] [ 23 ] |
| Premis Saturn                                 | 27 de juny de 2018     | Millor maquillatge                            | Arjen Tuiten                                      | Nominat   | [ 22 ] [ 23 ] |
| Premis Saturn                                 | 27 de juny de 2018     | Millor pel·lícula independent                 | Wonder                                            | Guanyador | [ 22 ] [ 23 ] |
| Seattle Film Critics Society                  | 18 de desembre de 2017 | Millor actuació d'un jove                     | Jacob Tremblay                                    | Nominat   | [ 24 ]        |
| Washington D.C. Area Film Critics Association | 8 de desembre de 2017  | Millor actuació d'un jove                     | Jacob Tremblay                                    | Nominat   | [ 25 ]        |
| Women Film Critics Circle                     | 17 de desembre de 2017 | Millor pel·lícula familiar                    | Wonder                                            | Nominat   | [ 26 ]        |
| Premis Teen Choice                            | 12 d'agost de 2018     | Drama preferit                                | Wonder                                            | Nominat   | [ 27 ]        |
| Premis Teen Choice                            | 12 d'agost de 2018     | Actor de drama preferit                       | Jacob Tremblay                                    | Nominat   | [ 27 ]        |
| Premis Teen Choice                            | 12 d'agost de 2018     | Actriu de drama preferida                     | Julia Roberts                                     | Nominada  | [ 27 ]        |